# Орловка (Наровчатский район)
Орловка — село в Наровчатском районе Пензенской области России. Административный центр Орловского сельсовета.

## География
Село находится в северо-западной части Пензенской области, в пределах западного склона Приволжской возвышенности, в лесостепной зоне, на правом берегу реки Паньжи, при автодороге 58Н-210, на расстоянии примерно 5 километров (по прямой) к северу от села Наровчат, административного центра района. Абсолютная высота — 153 метра над уровнем моря.

### Климат
Климат характеризуется как умеренно континентальный, с холодной продолжительной зимой и тёплым летом. Среднегодовая температура воздуха — 3,6 — 3,8 °C. Средняя температура воздуха самого тёплого месяца (июля) — 20 °C; самого холодного (января) — −13 °C. Безморозный период длится 128 дней. Продолжительность вегетационного периода — в среднем 176 дней. Среднегодовое количество атмосферных осадков составляет 538 мм, из которых большая часть выпадает в тёплый период. Снежный покров устанавливается в конце ноября и держится в течение 136 дней.

### Часовой пояс
Село Орловка, как и вся Пензенская область, находится в часовой зоне МСК (московское время). Смещение применяемого времени относительно UTC составляет +3:00.

## Население
| 1710  | 1795  | 1864 | 1877 | 1897  | 1912  | 1926  |
| ----- | ----- | ---- | ---- | ----- | ----- | ----- |
| 384   | ↗644  | ↗844 | ↗961 | ↗1156 | ↗1638 | ↘1627 |
| 1930  | 1937  | 1959 | 1979 | 1989  | 1996  | 2002  |
| ↗1850 | ↘1136 | ↘739 | ↘513 | ↘400  | ↘398  | ↘347  |
| 2010  |       |      |      |       |       |       |
| ↘277  |       |      |      |       |       |       |

### Национальный состав
Согласно результатам переписи 2002 года, в национальной структуре населения русские составляли 99 % из 347 чел.